# Richelieu, Indre-et-Loire
Richelieu là một xã trong tỉnh Indre-et-Loire, thuộc vùng hành chính Centre-Val de Loire của nước Pháp, có dân số là 2165 người (thời điểm 1999).

## Nhân khẩu học
| 1936  | 1954  | 1962  | 1968  | 1975  | 1982  | 1990  | 1999  |
| ----- | ----- | ----- | ----- | ----- | ----- | ----- | ----- |
| 1 782 | 2 051 | 2 004 | 2 214 | 2 444 | 2 433 | 2 223 | 2 165 |

## Các thành phố kết nghĩa
- Richelieu (Québec), Canada
- Schaafheim, Đức

## Những người con của thành phố
- Jules Chevalier, linh mục, tác giả